# ألبرت ريتشاردز (منافس ألعاب قوى)
ألبرت ريتشاردز (بالإنجليزية: Albert Richards)‏ هو منافس ألعاب قوى نيوزيلندي، ولد في 13 أغسطس 1924 في كرايستشرش في نيوزيلندا، وتوفي في 27 أبريل 2003.

## وصلات خارجية
- ألبرت ريتشاردز على موقع أوليمبيديا (الإنجليزية)